# Zsolt Érsek
Zsolt Érsek (* 13. června 1966 Budapešť, Maďarsko) je bývalý maďarský sportovní šermíř, který se specializoval na šerm fleretem. Maďarsko reprezentoval v osmdesátých a devadesátých letech. Na olympijských hrách startoval v roce 1988, 1992 a 1996 v soutěži jednotlivců a družstev. V roce 1991 obsadil třetí místo na mistrovství Evropy v soutěži jednotlivců. S maďarským družstvem fleretistů vybojoval na olympijských hrách 1988 bronzovou olympijskou medaili a v roce 1991 vybojoval s družstvem titul mistrů Evropy.